# La fragilidad de los cuerpos
La fragilidad de los cuerpos es una miniserie argentina de misterio que consta de 8 capítulos, que fue estrenada del 7 de junio al 26 de julio de 2017, por la pantalla de Canal 13. La historia está basada en la novela homónima de Sergio Olguín. Es una producción conjunta de Pol-ka Producciones, Canal 13, Cablevisión y TNT. Fue protagonizada por Eva De Dominici, Germán Palacios y Juan Gil Navarro. Coprotagonizada por Marcelo Subiotto, Diego Faturos, Baltazhar Murillo, Santiago Saranite y Nahir Florida. La tira cuenta la historia de Veronica Rosenthal, una periodista que investiga un caso de suicidio y termina en el medio de una trama de misterios y engaños en la que conocerá al maquinista Lucio Valrossa, con quien tendrá una relación amorosa.

## Sinopsis
La noticia del suicidio de un maquinista de tren llega a la redacción del diario “Nuestro Tiempo” y cae en manos de Verónica Rosenthal (Eva De Dominici), una joven periodista con carácter fuerte y firmeza en sus convicciones. Comienza entonces una exhaustiva investigación y, lo que al principio parece ser la muerte de alguien que no puede lidiar con su propia conciencia, de a poco se va transformando en algo mucho más oscuro y siniestro, que trasciende la historia de un simple maquinista abrumado por la culpa. Verónica, cada vez más comprometida con el caso, conocerá a Lucio Valrossa (Germán Palacios), otro maquinista que la ayudará a revelar algunos de los misterios y con el que además mantendrá una relación clandestina, marcada por un sexo salvaje, sin inhibiciones ni tabúes. De esta manera, Verónica y su amante transitarán un peligroso camino en busca de la verdad, poniendo en riesgo sus vidas frente a un sistema tan poderoso y corrupto como siniestro y morboso.

## Elenco
- Eva de Dominici como Verónica Rosenthal.
- Germán Palacios como Lucio Valrossa.
- Juan Gil Navarro como Federico.
- Julieta Vallina como Patricia.
- Santiago Saranite como Dientes.
- Balthazar Murillo como Peque.
- Nahir Florida como Martina Gómez.
- Diego Faturos como Rafael Gomez.
- Gustavo Garzón como Aaron Rosenthal.
- Marcelo Subiotto como Rivero.
- Enrique Piñeyro como Juan García.
- Mario Moscoso como Rodolfo Corso.
- Martín Banegas como Tres.
- Malena Solda como Mariana.
- Inés Palombo como Amiga de Verónica.
- Emilio Bardi
- Daniel Valenzuela.
- Ignacio Huang como Chino.
- Carla Pandolfi como Edelmira Rosenthal.
- Daniela Niremberg como Leticia.
- Dana Basso como Mujer de Carranza.
- Luz Palazon como Beatriz.
- Paloma Contreras como Andrea.
- Luis Ziembrowski como Vilna.
- Gabriel Almirón
- Jorge Digilio como Redactor.
- Diego Leske
- Martin Armendariz
- Arturo Frutos
- Pietro Gian como Aguirre.

## Episodios
| Episodio | Título                  | Dirigido por | Escrito por                                        | Fecha de emisión original | Fecha de lanzamiento original         | Audiencia (millones) |
| -------- | ----------------------- | ------------ | -------------------------------------------------- | ------------------------- | ------------------------------------- | -------------------- |
| 1        | «Carranza»              | Miguel Cohan | Historia: Sergio Olguín Guion: Marcos Osorio Vidal | 7 de junio de 2017        | 7 de junio de 2017 (Cablevisión Flow) | 17.8                 |
| 2        | «La Foto»               | Miguel Cohan | Marcos Osorio Vidal                                | 14 de junio de 2017       | 7 de junio de 2017 (Cablevisión Flow) | —                    |
| 3        | «Comuna 8»              | Miguel Cohan | Marcos Osorio Vidal                                | 21 de junio de 2017       | 7 de junio de 2017 (Cablevisión Flow) | —                    |
| 4        | «San Lorenzo»           | Miguel Cohan | Marcos Osorio Vidal                                | 28 de junio de 2017       | 7 de junio de 2017 (Cablevisión Flow) | —                    |
| 5        | «El Disparo»            | Miguel Cohan | Marcos Osorio Vidal                                | 5 de julio de 2017        | 7 de junio de 2017 (Cablevisión Flow) | —                    |
| 6        | «Mafia China»           | Miguel Cohan | Marcos Osorio Vidal                                | 12 de julio de 2017       | 7 de junio de 2017 (Cablevisión Flow) | —                    |
| 7        | «La Última Competencia» | Miguel Cohan | Marcos Osorio Vidal                                | 19 de julio de 2017       | 7 de junio de 2017 (Cablevisión Flow) | —                    |
| 8        | «La Nota»               | Miguel Cohan | Marcos Osorio Vidal                                | 26 de julio de 2017       | 7 de junio de 2017 (Cablevisión Flow) | —                    |

## Ficha Técnica
- Basado En La Obra “La Fragilidad de los Cuerpos” de Sergio Olguín
- Casting: Ileana Rippel
- Edición Y Musicalización [sae]: Alejandro Parysow – Santiago Parysow
- Música Original: Iván Wyszogrod
- Dirección De Arte: Marcela Bazzano
- Dirección De Fotografía: Guillermo Zappino [adf]
- Autor: Marcos Osorio Vidal
- Director De Producción: Diego Andrasnik
- Productora Ejecutiva: Ivana Polonsky
- Productor Asociado: Mariano César
- Productor General: Adrián Suar
- Dirección: Miguel Cohan
- Jefa De Producción: Julieta Martinelli
- Locaciones: Alejandro Parvis
- Asistente De Dirección: Eugenio Caracoche
- Vestuario: Jimena Bordes
- Sonido:  Adrián De Michelle – Aníbal Girbal
- Director De Efectos Visuales: Andrés Bocán
- Jefe De Post-Producción: Hernán Rego
- Desarrollo de Contenido: Jimena Hernández
- Productor: Manuel Martí

## Producción

### Filmación
El rodaje inició en octubre de 2016, fue grabada en UHD en diferentes locaciones del sur de la Ciudad de Buenos Aires, la serie mantendrá altos estándares en lo que refiere a factura visual y despliegue de recursos técnicos. También se han grabado múltiples escenas en el barrio de Villa Madero ubicado en el partido de La Matanza, y en la Municipalidad y Plaza Central de la ciudad de San Martín.